# Kanton Andolsheim

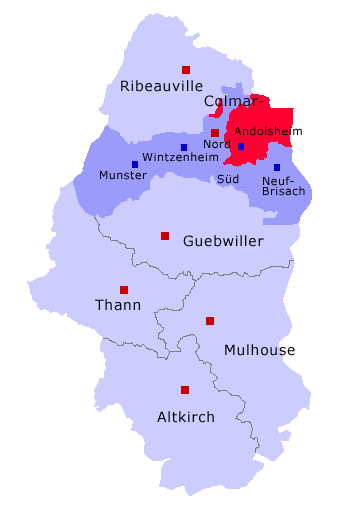
Lage des Kantons Andolsheim im Arrondissement Colmar und im Département Haut-Rhin

Der Kanton Andolsheim war von 1790 bis 2015 ein französischer Wahlkreis im Arrondissement Colmar, im Département Haut-Rhin und in der Region Elsass. Er umfasste 18 Gemeinden.

## Geschichte
Der Kanton wurde am 4. März 1790 im Zuge der Einrichtung der Départements als Teil des damaligen „Distrikts Colmar“ gegründet. Mit der Gründung der Arrondissements am 17. Februar 1800 wurde der Kanton als Teil des damaligen Arrondissements Colmar neu zugeschnitten. Von 1871 bis 1919 gab es keine weitere Untergliederung des damaligen „Kreises Kolmar“. Am 28. Juni 1919 wurde der Kanton Teil des damaligen Arrondissements Colmar-Campagne, das im Jahr 1934 wieder zum Arrondissement Colmar kam. Am 22. März 2015 wurde der Kanton aufgelöst.

## Gemeinden
| - Andolsheim - Artzenheim - Baltzenheim - Bischwihr - Durrenentzen - Fortschwihr | - Grussenheim - Horbourg-Wihr - Holtzwihr - Houssen - Jebsheim - Kunheim | - Muntzenheim - Riedwihr - Sundhoffen - Urschenheim - Wickerschwihr - Widensolen |